# Francisella tularensis
Туляремі́йна па́личка (лат. Francisella tularensis) — збудник туляремії. Його відносять до роду Francisella, родини Brucellaceae/Francisellaceae.

## Характеристика

### Таксономія
- Родина Brucellacea
- Рід Francisella
- Вид Francisella tularensis

Є 4 підвиди, які чітко відрізняються за ферментативними властивостями і ступенем патогенності:
- найпатогенніший американський (F. tularensis tularensis) або підвид А, що чітко асоційований з смертельними легеневими ураженнями;
- менш патогенний палеоарктичний/голарктичний (F. tularensis holarctica) або підвид В, широко поширений в Європі та Азії, менше у Північній Америці, з нечастими легеневими ураженнями і низькою летальністю. Він має 2 біовари:

- I, поширений як у Євразії, так і у Північній Америці,
- II, поширений в Японії, так і меншою мірою в деяких інших районах Євразії,

- середньоазійський (F. tularensis mediasiatica) підвид, поширений в основному в Центральній Азії; є мало відомостей на сьогодні про його здатність інфікувати людей;
- підвид F. tularensis novicida, що відомий по декількох випадках захворювання у осіб із імунодефіцитами;

### Морфологія
- Дрібні поліморфні Гр- кокобактерії або палички
- Нерухомі
- Не утворюють спор
- Мають ніжну капсулу

### Культуральні властивості

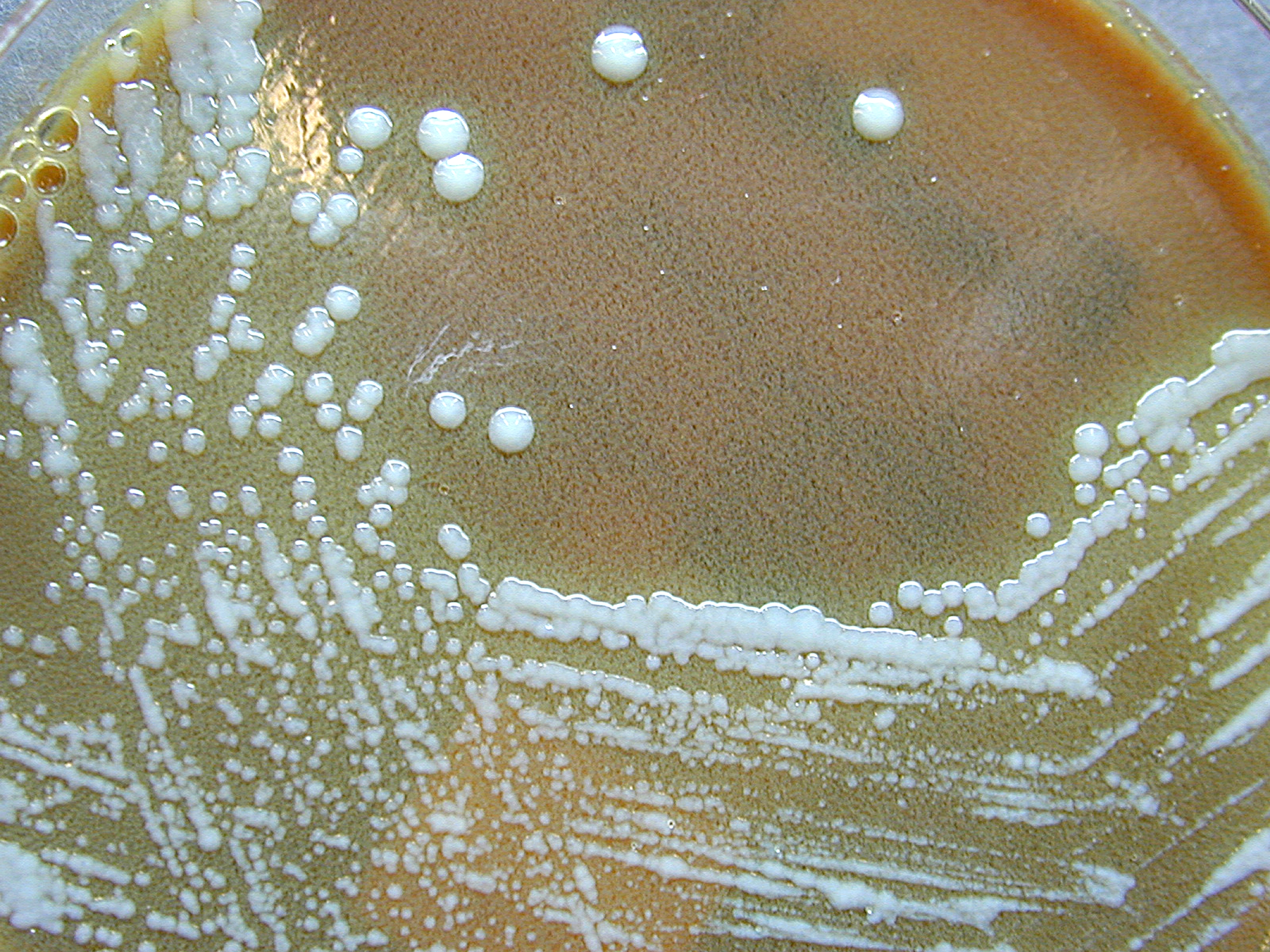
Колонії бактерій F. tularensis на МПА

Облігатні аероби, вибагливі до поживних середовищ (потребують додавання екстрактів із органів і тканин, цистеїну, глюкози, жовтку).

Дуже повільно ростуть на поживних середовищах, особливо в перших генераціях.

#### Селективні середовища
- Жовткове середовище Мак-Коя і Чепіна
- Глюкозо-цистиновий кров'яний агар Френсіса

### Фактори патогенності
Збудника туляремії відносять до внутрішньоклітинних паразитів (ця властивість зближує їх з вірусами), мешкає в фагоцитах, пригнічуючи їх здатність вбивати чужорідні клітини. Має набір факторів патогенності — капсулу, що якраз і пригнічує фагоцитоз, фермент нейрамінідазу, який сприяє прикріпленню бактерії до клітин-мішеней і, як і всі грамнегативні види, ендотоксини, що спричинюють при руйнуванні мікробної клітини симптоми інтоксикації в організмі. Крім того, у туляремійної палички виявили рецептори, які зв'язуються з Fc-фрагментом антитіл класу IgG, що порушує активність і системи комплементу, і макрофагів. Після того, як F. tularensis проникає всередину фагоциту, вона блокує його фагосоми в цитозолі і швидко розмножується. Зрештою, інфікована клітина піддається апоптозу, і потомство бактерії вивільняється, ініціюючи нові цикли інфекції.